# Basse-sur-le-Rupt
Basse-sur-le-Rupt – miejscowość i gmina we Francji, w regionie Grand Est, w departamencie Wogezy.

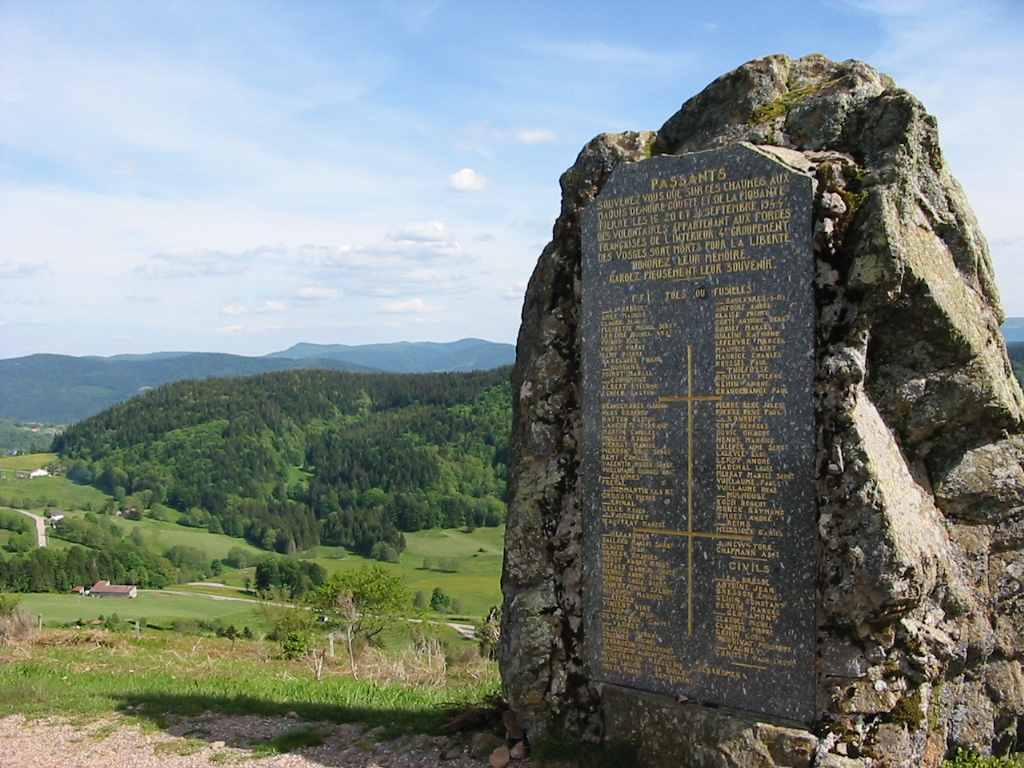
Pomnik Piquante-Pierre

Według danych na rok 1990 gminę zamieszkiwały 804 osoby, a gęstość zaludnienia wynosiła 59 osób/km² (wśród 2335 gmin Lotaryngii Basse-sur-le-Rupt plasuje się na 437. miejscu pod względem liczby ludności, natomiast pod względem powierzchni na miejscu 393).
Gmina Basse-sur-le-Rupt jest położona w połowie góry - rozciąga się około dziesięć kilometrów, wzdłuż drogi D34, która prowadzi z Vagney do La Bresse od 409 m do 1060 m n.p.m. 
Gmina składa się z 7 wsi:
- La Burotte
- Contrexard
- Planois
- Presles
- Pubas
- Trougemont
- L'Echté